# Nick Calathes
Nicholas « Nick » William Calathes, (en grec: Νίκος Καλάθης (Nikos Kaláthis), né le 7 février 1989 à Casselberry, en Floride) est un joueur grec de basket-ball. Il mesure 1,96 m, et évolue aux postes de meneur et d'arrière.

## Carrière
Nick Calathes rejoint les Florida Gators à sa sortie du lycée Lake Howell. En 2008, il est nommé dans la All-Southeastern Conference Second Team. Il est également nommé meilleur joueur débutant de la conférence aux côtés de Patrick Patterson.
Le 30 mars 2009, il annonce qu'il se présente à la draft de la NBA
Le 23 mai 2009, Nick Calathes annonce qu'il fait l'impasse sur la NBA pour jouer dans le championnat grec. Il rejoint alors le club du Panathinaïkos. Il est tout de même sélectionné au deuxième tour de la draft 2009 par les Timberwolves du Minnesota, au 45e rang. Il est ensuite transféré aux Mavericks de Dallas contre un second tour de draft 2010 et une somme d'argent.
À l'été 2012, il signe avec le Lokomotiv Kouban-Krasnodar qui évolue en première division russe. Il participe à l'EuroCoupe 2012-2013 et remporte le titre de meilleur joueur de la compétition. Calathes est le premier joueur à réaliser plus de 100 passes décisives en EuroCoupe. L'équipe remporte aussi la compétition.
Calathes rejoint les Grizzlies de Memphis à l'été 2013. Il est nommé rookie du mois pour le mois de février dans la conférence Ouest. En avril 2014, il est suspendu 20 matches par la NBA pour violation de la politique anti-drogue de la ligue.
Le 13 juillet 2015, il quitte la NBA et retourne au Panathinaïkos où il signe un contrat de trois ans et sept millions de dollars. À l'été 2016, il est rejoint au Panathinaïkos par son frère Pat.
Lors de la saison 2017-2018 de l'Euroligue, Calathes bat le record du nombre de passes décisives fait pendant une saison régulière d'Euroligue. Le précédent record, détenu par Vassilis Spanoulis, était de 201 passes.
Le 4 avril 2019, Calathes réalise un triple-double en Euroligue avec 11 points, 12 rebonds et 18 passes décisives.
Le 9 juillet 2020, il s'engage pour trois saisons au FC Barcelone.
En mars 2022, Calathes dépasse Vassilis Spanoulis et devient le meilleur passeur de l'histoire de l'Euroligue.
En août 2022, Calathes quitte le Barça et rejoint Fenerbahçe, club stambouliote, champion en titre de Turquie, qui participe à l'EuroLigue. Le contrat court sur deux saisons.
Le 17 juin 2024, il rejoint l'AS Monaco pour deux saisons.

### Équipe nationale
Nick Calathes possède la double nationalité américaine et grecque.
Le 30 juin 2008, il obtient un passeport grec et fait ses débuts avec l'équipe junior grecque lors du championnat d'Europe des 18 ans et moins. En 2009, Calathes fait ses débuts avec la sélection senior, participant au championnat d'Europe 2009.

## Vie privée
Calathes est né d’un père gréco-américain et d’une mère irlando-américaine. Il possède la double nationalité américaine et grecque. Il a obtenu son passeport grec le 30 juin 2008, en raison de ses origines grecques. Ses grands-parents paternels ont émigré en Floride de l’île grecque de Lemnos. Son frère aîné, Pat, est également un joueur de basket-ball professionnel.

## Palmarès
- Vainqueur et meilleur joueur de la saison régulière de l'EuroCoupe 2012-2013 ;
- Vainqueur de l'Euroligue de basket-ball 2010-2011 avec le Panathinaïkos ;
- Champion de Grèce 2010, 2017, 2018, 2019, 2020 ;
- Vainqueur de la Coupe de Grèce 2016, 2017, 2019 ;
- Médaille de bronze au championnat d'Europe 2009 avec la sélection grecque ;
- Rookie du mois de la Conférence Ouest en février 2014 ;
- Meilleur cinq de l'Euroligue 2017-2018[12]
- Vainqueur de la Coupe du Roi 2021 et 2022 ;
- Champion d'Espagne 2021 ;
- Vainqueur de la Coupe de Turquie 2024 ;
- MVP de la Coupe de Turquie 2024.